# Brachystelma lineare
Brachystelma lineare är en oleanderväxtart som beskrevs av Achille Richard. Brachystelma lineare ingår i släktet Brachystelma och familjen oleanderväxter. Inga underarter finns listade i Catalogue of Life.